# Crepidolomus
Crepidolomus es un género de coleópteros adéfagos perteneciente a la familia Carabidae. 

## Especies
Relación de especies:
- Crepidolomus descarpentriesi Mateu, 1986
- Crepidolomus extimus (Jeannel, 1955)